# Райсцуг
Райсцуг (нем. Reißzug или Reiszug) — подъёмник, железная дорога на канатной тяге, для доставки грузов в замок Хоэнзальцбург рядом с городом Зальцбургом (Австрия). Дорога известна своим возрастом; считается, что она была открыта в 1495 или 1504 году. Райсцуг не следует путать с Зальцбургским фуникулёром, который перевозит посетителей замка и был построен в 1892 году.

## История

### Появление дороги
Впервые дорога была упомянута в 1515 году кардиналом Маттеусом Лангом, который позднее стал архиепископом Зальцбургским. Таким образом, эта дорога один из старейших ныне действующих образцов железнодорожного транспорта.
Райсцуг до сих пор следует по изначальному маршруту сквозь стены замка. Маршрут начинается на территории Ноннбергского аббатства под восточной стеной замка; затем дорога следует под уклоном 65 % до центрального двора крепости, проходя через пять концентрических оборонительных стен. В месте прохода каждой стены находятся ворота, каждые из которых могут быть закрыты крепкими деревянными створками. Наличие и очевидный возраст ворот служит доказательством описания, данного кардиналом Лангом.

### Современная история
Предположительно изначально на линии использовались сани-подобные тележки, однако вскоре были установлены деревянные рельсы и колёса. Вагоны тянулись пеньковой верёвкой. До 1910 года линия работала за счёт усилий людей или животных. За время использования линия несколько раз улучшалась и перестраивалась (последний раз — в 1990 году). Сейчас линия использует стальные рельсы и стальной трос. Движение происходит за счёт электродвигателя, для контроля за работой линии установлена система видеонаблюдения.